# Arto Virtanen
Arto Virtanen, född 17 december 1947 i Helsingfors, är en finländsk författare och litteraturkritiker. 
Virtanen knöts 1970 till tidningen Suomen Sosiaalidemokraatti och tidskriften Parnasso. Han debuterade som lyriker med Kaikki liikkeessä (1970) som följts av en rad diktsamlingar och prosaverk. Till hans främsta arbeten hör romanerna Tyhjä testamentti (1992) och Koiran vuosi (1995), som med självbiografiska tonfall skildrar en författares utveckling. I egenskap av kritiker har han profilerat sig som en mångsidig och kunnig skribent, ständigt i rörelse mellan olika konstarter. Ett gott prov på hans analytiska förmåga är bokporträttet av konstnären Carolus Enckell (1990). I Parnasso har han publicerat essäer med vida internationella utblickar. Ett urval av hans kritik ingår i volymen Kirjailijan koti (2006).